# Extrême-Nord
Extrême-Nord is de noordelijkste regio van Kameroen met als hoofdstad Maroua. Andere grote steden zijn bijvoorbeeld Mokolo, Kaelé, Kousséri, Mora en Yagoua.
Extrême-Nord is in 1983 ontstaan uit de opsplitsing van de provincie Noord in de regio's Adamaoua, Extrême-Nord en de huidige regio Noord.
Toeristische bezienswaardigheden zijn Rhumsiki - Kapsiki en het Nationaal park Waza.

## Geografie
Extrême-Nord grenst in het noorden, oosten en zuidoosten aan Tsjaad, in het zuidwesten aan de regio Noord en in het westen aan Nigeria.
De regio is opgedeeld in zes regio's (de hoofdstad van de regio staat tussen haakjes):
- Diamaré (Maroua)
- Mayo-Kani (Kaéle)
- Logone-et-Chari (Kousséri)
- Mayo-Danay (Yagoua)
- Mayo-Sava (Mora)
- Mayo-Tsanaga (Mokolo)

## Klimaat
Er heerst een droog en warm klimaat met een zeer kort regenseizoen. Er is sprake van een halfwoestijn.
Adamaoua · Centre · Est · Extrême-Nord · Littoral · Nord · Nord-Ouest · Sud · Sud-Ouest · Ouest